# 대통령의 연인들
《대통령의 연인들》(영어: Jefferson in Paris)은 미국에서 제작된 제임스 아이보리 감독의 1995년 시대극 영화이다. 닉 놀티 등이 출연하였고, 이스마일 머천트 등이 제작에 참여하였다. 알려진 다른 제목은 파리의 제퍼슨이다.

## 출연진
- 닉 놀티
- 귀네스 팰트로
- 에스텔 에이오네이
- 탠디 뉴턴
- 세스 길리엄
- 토드 보이스
- 그레타 스카키
- 사이먼 캘로
- 랑베르 우일손
- 엘자 질베르슈타인
- 윌리엄 모즐리
- 장피에르 오몽
- 마이쾰 롱스달
- 샤를로트 드튀르켐
- 베르농 도브체프
- 낸시 마샨드
- 다니엘 메스기슈
- 뱅상 카셀
- 제임스 얼 존스
- 팀 초트

## 기타 제작진
- 공동 제작: 욍베르 발장
- 배역: 실비 브로셰레, 설레스티아 폭스, 조애나 멀린
- 미술: 기클로드 프랑수아
- 의상: 제니 베번, 존 브라이트